# Lavičky
Lavičky település Csehországban, a Žďár nad Sázavou-i járásban. Lavičky Velké Meziříčí, Stránecká Zhoř és Netín településekkel határos. Lakosainak száma 684 fő (2024. január 1.).

## Népesség
A település lakosságának változását az alábbi diagram mutatja:
| Lakosok száma | 435  | 418  | 438  | 428  | 390  | 408  | 538  | 547  | 593  | 684  |
|               | 1869 | 1890 | 1921 | 1950 | 1980 | 2001 | 2017 | 2019 | 2022 | 2024 |